# Nicholas Fairall
Nicholas „Nick“ Fairall (* 6. Juli 1989 in New London, New Hampshire) ist ein ehemaliger US-amerikanischer Skispringer. Seit einem schweren Sturz bei der Vierschanzentournee 2014/15 in Bischofshofen ist er auf den Rollstuhl angewiesen. In den Jahren danach begann er mit Behinderten-Wasserski.

## Werdegang
Bereits im Alter von 13 Jahren sprang Fairall erstmals im Continental Cup, erreichte jedoch nur einen 42. Platz. Bei einem FIS-Wettkampf im Sommer 2004 gelangen ihm ein 20. Rang. Nachdem er bei der Juniorenweltmeisterschaft 2005 in Rovaniemi mit dem Team Elfter geworden war, nahm er an weiteren Springen im drittklassigen FIS-Cup teil. Dort überzeugte er mehrmals und erreichte einen elften Rang als bestes Ergebnis. Durch diese guten Platzierungen qualifizierte er sich zur Saison 2005/06 wieder für den Continental Cup, wo er mit einem 28. Platz seine ersten Punkte sammelte. Im März 2007 ging er erneut bei der Juniorenweltmeisterschaft in Tarvisio an den Start, verschlechterte sich mit dem Team jedoch auf den 14. Rang. Zuvor war ihm beim FIS-Cup-Wettkampf in Zakopane allerdings ein achter Rang gelungen.
Im Continental Cup 2007/08 sprang Fairall zumeist hinterher, sein bestes Ergebnis blieb ein 37. Rang. Dafür konnte er bei der Juniorenweltmeisterschaft 2008 in Zakopane mit dem Team als Achter überzeugen. Während des Sommers 2008 bestritt der Amerikaner mehrere gute Springen im Sommer-COC, unter anderem wurde er einmal Dreizehnter und kam insgesamt dreimal in die Punkteränge. Wegen dieser Erfolge repräsentierte er neben Anders Johnson die kleine Skisprungnation der Vereinigten Staaten im Weltcup und bei der Vierschanzentournee 2008/09. Dort scheiterte er wie Johnson fast immer in der Qualifikation, da er nicht unter die besten 50 springen konnte. Nur beim Wettkampf in Garmisch-Partenkirchen überstand er diese Auswahlrunde, ihm gelang es jedoch im Wettkampf nicht gegen Michael Uhrmann zu bestehen. Die Tournee beendete er im Gesamtklassement als 65., einen Platz hinter seinem Landsmann Johnson. Überraschend qualifizierte er sich bei seinem ersten Skifliegen am Kulm für den Wettbewerb, außerdem erreichte er dort an beiden Tagen jeweils den zweiten Durchgang und holte als 23. und 24. seine ersten Weltcup-Punkte. Fairall nahm 2009 an den Nordischen Skiweltmeisterschaften in Liberec teil, blieb aber sowohl auf der Normal- als auch der Großschanze in der Qualifikation hängen.
Bei den US-amerikanischen Meisterschaften 2012 am 1. Oktober 2011 in Fox River Grove belegte er hinter Anders Johnson den zweiten Rang.
Bei den Olympischen Winterspielen 2014 konnte er sich nicht für das Springen auf der Normalschanze qualifizieren. Auf der Großschanze erreichte er Platz 35 und im Team Platz 10.
Am 5. Januar 2015 stürzte Fairall in der Qualifikation zum Vierschanzentourneespringen in Bischofshofen schwer und zog sich dabei eine Wirbelsäulenverletzung zu, die notoperiert werden musste. Die Verletzung bestand vor allem aus einem gebrochenen und verschobenen Lendenwirbel, der Lähmungserscheinungen in den Beinen auslöste. Dazu kamen zwei gebrochene Rippen, eine Lungenpunktion, eine Nierenquetschung und leichte innere Blutungen.
Nachdem sich Fairalls Lähmung als dauerhaft erwies, begann er an Wettkämpfen im Mono-Wasserski teilzunehmen.

## Statistik

### Weltcup-Platzierungen
| Saison  | Platz | Punkte |
| ------- | ----- | ------ |
| 2008/09 | 60.   | 015    |
| 2013/14 | 79.   | 003    |

### Grand-Prix-Platzierungen
| Saison | Platz | Punkte |
| ------ | ----- | ------ |
| 2014   | 77.   | 002    |